# 甘草湯

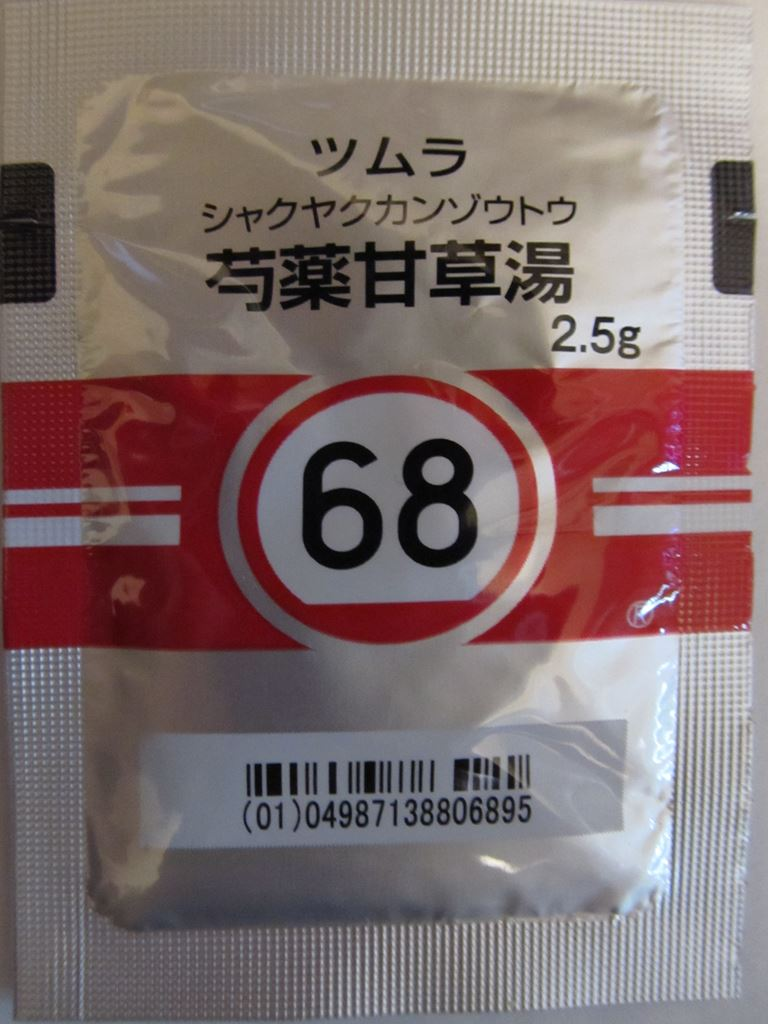
ツムラ漢方薬甘草湯エキス顆粒（芍薬甘草湯）「ツムラ68番」

甘草湯（かんぞうとう）とは、漢方方剤の一つで、「傷寒論」に記載されている薬方の1つ。甘草の単味の方剤で、煎じて服用する。単味は漢方では珍しい処方である。
しばしば他の生薬を配合して応用する。（例:芍薬甘草湯）

## 適応
のどの粘膜を保護する働きがあり、のどの痛み（口内炎）、激しい咳、しわがれ声などに処方される。外用に痔、脱肛の痛み。
体質に関係なく用いることができるが、中には甘草を配合した処方を用いることで、浮腫（むくみ）などをひきおこす人も報告されている。

## 慎重投与
1. アルドステロン症の患者
2. ミオパチーのある患者
3. 低カリウム血症のある患者

## 相互作用

### 併用注意
次の薬剤との併用により、血清カリウム値の低下
1. フロセミド、エタクリン酸（ループ利尿薬）
2. サイアザイド系利尿薬

## 副作用
偽アルドステロン症、ミオパチー